# Ismail Atalan
Ismail Atalan (* 1. April 1980 in Midyat, Türkei) ist ein ehemaliger deutscher Fußballspieler und heutiger -trainer.

## Karriere
Seine Trainerkarriere nahm ihren Anfang im Juli 2008, als er Spielertrainer der Zweiten Mannschaft des 1. FC Gievenbeck in der Kreisliga A wurde. Es folgte eine weitere Station als Spielertrainer beim Landesligisten SV Davaria Davensberg (2010–2012), bevor er sich ab Juli 2012 beim Oberligisten SC Roland Beckum allein auf die Trainertätigkeit konzentrierte.
Zum 1. Januar 2015 wechselte Atalan als Cheftrainer und Nachfolger von Michael Boris zum Regionalligisten Sportfreunde Lotte. Für diese Trainertätigkeit gab er seinen Beruf als Versicherungs- und Bürokaufmann auf. In seinem ersten Halbjahr qualifizierte er sich mit der Mannschaft mit dem Gewinn des Westfalenpokals 2015 für die Teilnahme am DFB-Pokal 2015/16. Hier schied seine Mannschaft gegen das Bundesligateam von Bayer 04 Leverkusen mit 0:3 in der ersten Runde aus. In der Saison 2015/16 gewann Atalan mit seiner Mannschaft die Meisterschaft der Regionalliga West und stieg nach zwei Aufstiegsspielen gegen Waldhof Mannheim in die 3. Liga auf. Auch für den DFB-Pokal 2016/17 qualifizierte er sich mit den Sportfreunden und schied – nachdem man nacheinander die Bundesligisten Werder Bremen und Bayer 04 Leverkusen sowie den Zweitligisten TSV 1860 München rauswarf – erst im Viertelfinale gegen den späteren Pokalsieger Borussia Dortmund aus. Atalan schloss die Fußballlehrerausbildung an der Hennes-Weisweiler-Akademie im März 2017 mit der UEFA Pro Lizenz ab.
Am 11. Juli 2017 wurde Atalan Trainer des VfL Bochum, er erhielt einen Vertrag mit Laufzeit bis Sommer 2019. Am 9. Oktober 2017 wurde er freigestellt.
Im April 2019 kehrte Atalan als Nachfolger von Nils Drube zum mittlerweile abstiegsbedrohten Drittligisten Sportfreunde Lotte zurück. Nach dem nicht verhinderten Abstieg verlängerte der Verein den Vertrag seines Trainers bis Juni 2021.
Am 25. Februar 2020 übernahm Atalan das Amt des Cheftrainers beim Tabellendreizehnten der 3. Liga, dem Halleschen FC. Im Anschluss an den 30. Spieltag wurde er nach fünf sieglosen Spielen in Folge freigestellt und durch Florian Schnorrenberg ersetzt. Nach fast drei Jahren ohne Klub wurde er im April 2023 Co-Trainer von Ömer Erdoğan in der Türkei beim Erstligisten Alanyaspor. Diesen verließ er nach der Saison 2022/23 aber wieder.
Im Januar 2024 wurde er dann in Nordmazedonien Trainer des Erstligaaufsteigers KF Gostivar. Mit dem Team beendete er die Spielzeit als Sechster, anschließend verließ er Nordmazedonien wieder. Zur Saison 2024/25 übernahm er den österreichischen Zweitligisten Kapfenberger SV. Mit Kapfenberg beendete er die Saison als Dritter in der 2. Liga, Atalan selbst wurde von der Liga zum Trainer des Jahres gekürt. Trotz dieses Erfolgs trennte sich der Verein im Juli 2025 vom Deutschen.

## Persönliches
Ismail Atalan ist kurdischer Abstammung und wohnt in Senden. Im Alter von fünf Jahren kam er als Flüchtling mit seiner Mutter und fünf Geschwistern aus der Türkei nach Dülmen. Dort begann er in der Saison 1988/89 das Fußballspielen in der F-Jugend der TSG Dülmen.
Anfang der 1990er erhielt Atalan die Deutsche Staatsbürgerschaft.